# Aristocosma
Aristocosma là một chi bướm đêm thuộc phân họ Tortricinae trong họ Tortricidae.

## Các loài
- Aristocosma chrysophilana (Walker, 1863)